# Susan Hearnshaw
Susan „Sue“ Hearnshaw (später Telfer, heute Richardson; * 26. Mai 1961 in Liversedge, West Yorkshire) ist eine ehemalige britische Weitspringerin.
1978 wurde sie bei den Commonwealth Games in Edmonton für England startend Vierte und schied bei den Leichtathletik-Europameisterschaften in Prag in der Qualifikation aus. 
Bei den Olympischen Spielen 1980 in Moskau wurde sie Neunte und bei den Commonwealth Games 1982 in Brisbane Fünfte.
1984 siegte sie bei den Leichtathletik-Halleneuropameisterschaften 1984 in Göteborg mit einer Weite von 6,70 m. Im selben Jahr sicherte sie sich bei den Olympischen Spielen in Los Angeles mit 6,80 m die Bronzemedaille hinter den beiden Rumäninnen Anișoara Stanciu (6,96 m) und Vali Ionescu-Constantin (6,81 m).
1979 und 1984 wurde sie Englische Meisterin, 1980 und 1984 Britische Meisterin und 1984 Englische Hallenmeisterin.
Susan Hearnshaw ist 1,78 m groß und wog zu Wettkampfzeiten 67 kg. Sie startete für Hull Spartan. Ihre Mutter Muriel Pletts belegte bei den Olympischen Spielen 1948 in London mit der britischen 4-mal-100-Meter-Staffel den vierten Rang.

## Persönliche Bestleistungen
- 100 m: 11,66 s, 16. Juni 1984, London
- 200 m: 23,43 s, 16. Juni 1984, London
- Weitsprung: 6,83 m, 6. Mai 1984, Cleckheaton
  - Halle: 6,70 m, 3. März 1984, Göteborg (ehemaliger britischer Rekord)